# David Gaskell
David Gaskell (Orrell, 1940. október 5. – 2025. január 24.) angol labdarúgó, kapus.

## Pályafutása
1956 és 1968 között a Manchester United, 1968–69-ben a Wigan Athletic, 1969 és 1973 között a walesi Wrexham labdarúgója volt. 1973–74-ben a dél-afrikai Arcadia Shepherds csapatában fejezte be az aktív játékot. A Uniteddel két angol bajnoki címet és egy kupagyőzelmet szerzett.

## Sikerei, díjai
Manchester United
- Angol bajnokság (First Division)
  - bajnok (2): 1964–65, 1966–67
- Angol kupa (FA Cup)
  - győztes: 1963
- Angol szuperkupa (FA Charity Shield)
  - győztes: 1956